# 宝 (知立市)
宝（たから）は、愛知県知立市にある地名。現行行政地名は宝1丁目から宝3丁目。

## 地理
知立市の中央部に位置している。

## 歴史
- 2007年（平成19年）10月5日 - 知立第三土地区画整理事業に伴い、宝1丁目から宝3丁目を設置[1]。

### 町名の変遷
| 実施後  | 実施年月日                | 実施前（各町名ともその一部）                                          |
| ------- | ------------------------- | --------------------------------------------------------------------- |
| 宝1丁目 | 2007年（平成19年）10月5日 | 宝町鴨摺 上重原町鳥居 上重原町長篠の各一部 宝町池端 宝町申松の各全域  |
| 宝2丁目 | 2007年（平成19年）10月5日 | 宝町石亀 宝町鴨摺 宝町塩掻 上重原町鳥居 上重原町東八鳥の各一部        |
| 宝3丁目 | 2007年（平成19年）10月5日 | 宝町石亀 宝町塩掻 宝町築地道 西町逢生 西町草刈 上重原町東八鳥の各一部 |

## 世帯数と人口
2019年（令和元年）8月1日現在の世帯数と人口は以下の通りである。
| 町丁 | 世帯数  | 人口    |
| ---- | ------- | ------- |
| 宝   | 734世帯 | 1,682人 |

### 人口の変遷
国勢調査による人口の推移
| 2010年（平成22年） | 1,552人 | [ 6 ] |  |
| 2015年（平成27年） | 1,582人 | [ 7 ] |  |

## 学区
市立小・中学校に通う場合、学区は以下の通りとなる。
| 番・番地等 | 小学校               | 中学校             |
| ---------- | -------------------- | ------------------ |
| 全域       | 知立市立知立西小学校 | 知立市立知立中学校 |

## 交通
- 国道155号

## 施設
- 知立市立宝保育園

## その他

### 日本郵便
- 郵便番号 : 472-0056[4]（集配局：知立郵便局[9]）。